# دون لارسن
دون لارسن (بالإنجليزية: Don Larsen)‏ (و. 1929  م) هو لاعب كرة قاعدة، من الولايات المتحدة، ولد في ميشيغان سيتي، لعب كمرسل الكرة ‏.

## التعليم
تعلم في ثانوية بوينت لوما ‏.

## روابط خارجية
- دون لارسن على موقع دوري كرة القاعدة الرئيسي (الإنجليزية)
- دون لارسن على موقعبيزبول رفرنس.كوم (الدوري الرئيسي) (الإنجليزية)
- دون لارسن على موقعبيزبول رفرنس.كوم (الدوري الثانوي) (الإنجليزية)
- دون لارسن على موقع مشجعي الرسوم البيانية (الإنجليزية)